# Robola
La Robola es una variedad de vino blanco con Denominación de Origen Protegida (DOP) (VSOP Denominación más antigua de Calidad Superior) producida exclusivamente en la isla de Cefalonia en la región de las islas Jónicas en Grecia . Es considerado el producto más famoso de la isla, directamente vinculado a su historia y cultura.

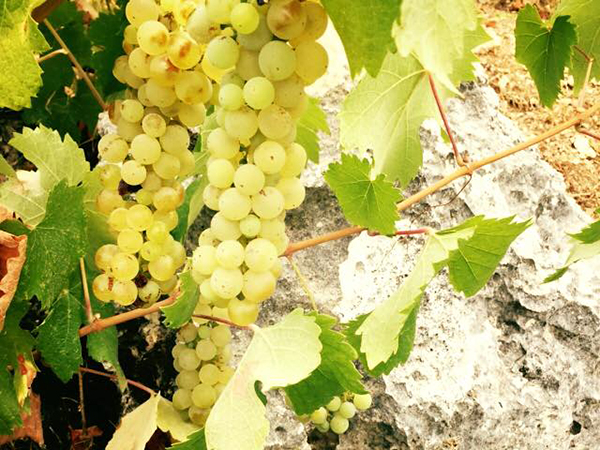

## Viticultura, producción y características notables

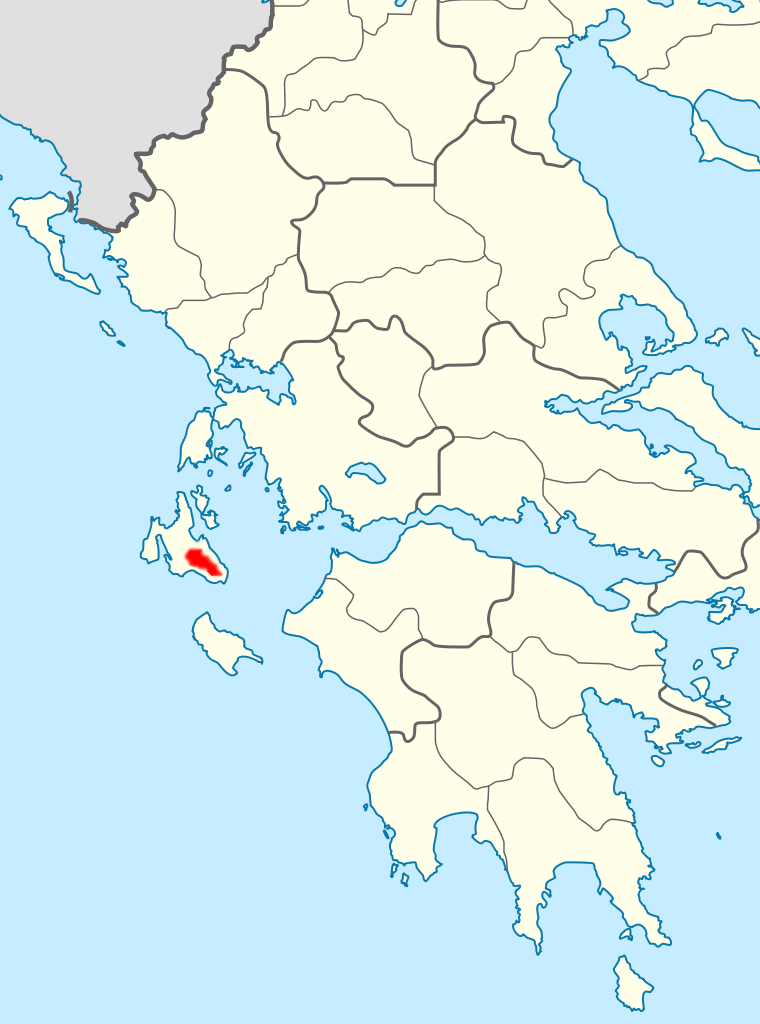
La Robola es ampliamente cultivada en las partes orientales del sur de la isla de Cefalonia (destacado en rojo).

En Cefalonia, los viñedos de Robola a menudo no están injertados en los suelos de piedra caliza de la isla por lo cual la variedad robola prefiere suelos pobres, arenosos, de origen calcáreo principalmente en las zonas montañosas y montañosas de la isla. Con una producción de más de 500 toneladas al año en la isla de Cefalonia, La Robola está presente en el mercado europeo, estadounidense y, más en general, mundial. La zona de producción está ubicada en la región de Omala, llegando a los límites del bosque de abetos del Parque Nacional Ainos Kefalonia. 
Es considerado uno de los vinos blancos más caros de Grecia siempre y cuando sea cultivado en su región de origen con aproximadamente el 70% de la producción total vinificada por la Asociación de Productores de Cooperativas Agroindustriales de Robola de Cefalonia, sin embargo también se cultiva una variedad en Estados Unidos de menor valor pero con bastante similitud genética y en su sabor.
Es menos punzante que la variedad de uva Assyrtiko que pone de manifiesto el carácter volcánico de Santorini, la variedad de uva Robola es más redonda y de notas florales , comienza su vegetación a finales de marzo y madura poco después de mediados de agosto, hasta mediados de septiembre como máximo. La vid madura temprano y puede producir vinos con alto contenido de ácido con niveles fenólicos significativos. Los vinos elaborados con esta uva tienden a ser secos, de cuerpo medio y con notas de limón distintiva y sus características son de color blanco-verde con reflejos amarillo dorado, según el método de embotellado. El aroma crudo de la Robola se caracteriza por sus flores cítricas y melocotón, cítricos y manzanas, con una intensidad fuerte pero no agresiva y aroma satisfactorios, el vino también tiene un cuerpo ligero a medio con una acidez característica con una persistencia en boca y una untosidad que recuerda vagamente el estilo del chardonnay . Se consume dentro de los dos años de su producción.. Pertenece a la calidad de vinos OPAP Onomasia proléfseos anoteras piótitos ( griego Ονομασία προελευσέως ανωτέρας ποιότητος ): Similar al AOC francés , vinos de mayor calidad de un área de producción controlada, los vinos tienen una banda roja en el corcho. Su casa productora por excelencia es Gentilini, que cultiva esta variedad de uva en las zonas altas de Grecia.
Este vino es ideal para acompañar con almejas, el pescado, carnes blancas asadas y los quesos de cabra.

## Sinónimos
A lo largo de los años, Robola ha sido conocida bajo una variedad de sinónimos que incluyen Asporombola, Asprorobola, Asprorompola, Robbola, Robola Aspri, Robola Kerini, Rombola, Rombola Aspri y Rompola
- Datos: Q2160026